# Себастіан Йоргенсен
Себастіан Вінтер Йоргенсен (дан. Sebastian Vinther Jørgensen, нар. 8 червня 2000, Сількеборг, Данія) — данський футболіст, вінгер шведського клубу «Мальме». На умовах оренди грає за «Норрчепінг».

## Ігрова кар'єра

### Клубна
Себастіан Йоргенсен є вихованцем футбольного клубу «Сількеборг» зі свого рідного міста. Починав грати в молодіжній клубній команді. З сезону 2018/19 футболіста почали залучати до першої команди клубу. 12 серпня 2018 року Йоргенсен дебютував в основі у матчі Першої ліги.
За результатами того сезону «Сількеборг» вийшов до Суперліги і 15 грудня 2019 року Себастіан зіграв першу гру в елітному дивізіоні. За часи виступів у складі «Сількеборга» Йоргенсен разом з клубом ще раз вилітав до Першого дивізіону і знову виходив до Суперліги.
У липні 2023 року Себастіан Йоргенсен перейшов до шведського «Мальме», з яким у першому ж сезоні виграв чемпіонський титул.

### Збірна
З 2022 року Себастіан Йоргенсен захищає кольори молодіжної збірної Данії.

## Титули
Мальме
 Чемпіон Швеції: 2023